# Geistthal
Geistthal ist ein Dorf und eine Ortschaft in der Weststeiermark sowie eine Katastralgemeinde der Gemeinde Geistthal-Södingberg im Bezirk Voitsberg, Steiermark. Der Ort war von 1850 bis 2014 eine eigenständige Gemeinde. Am 1. Januar 2015 wurde sie im Rahmen der Gemeindestrukturreform in der Steiermark mit der Gemeinde Södingberg zusammengeschlossen, die neue Gemeinde führt den Namen „Geistthal-Södingberg“ weiter. Die ehemalige Gemeinde hatte zuletzt 798 Einwohner.

## Ortsname und Geografie
Der Ortsname war ursprünglich ein Gegendname und der Namensteil Geis- leitet sich vom mittelhochdeutschen geiz für eine weibliche Ziege oder Geiß ab. Der Ortsname bedeutet so viel wie Tal, in dem Ziegen weiden.
Geistthal liegt im nördlichen Teil der Gemeinde Geistthal-Södingberg, nördlich von Södingberg, im Tal und auf den Erhebungen zu beiden Seiten des Södingbaches und des Geistthalerbaches, welcher im Ortsgebiet in den Södingbach einmündet. Im Norden und Nordosten grenzt Geistthal an die Katastralgemeinde Kleinalpe, während im Südosten die Katastralgemeinde Gschnaidt der Marktgemeinde Gratwein-Straßengel anschließt. Im Süden verlaufen entlang von einigen Bächen die Grenzen zu den Katastralgemeinden Eggartsberg und Sonnleiten. Im Westen befindet sich die Katastralgemeinde Gallmannsegg der Gemeinde Kainach bei Voitsberg. Das Gebiet von Geistthal wird von Norden nach Süden vom Södingbach durchflossen und der von Westen kommende Geistthalerbach mündet im Ortsgebiet von Geistthal von rechts kommend in den Södingbach. Durch Geistthal führt auch die von Stallhofen über Großstübing nach Deutschfeistritz führende Landesstraße L315.
Zur Katastralgemeinde Geistthal gehörten neben der Ortschaft Geistthal noch die Streusiedlung Geistthal-Zerstreute Häuser sowie das Gasthaus Kreuzwirt und mehrere Einzellagen. Zum Gebiet der ehemaligen Ortsgemeinde Geistthal gehörten neben der gleichnamigen Katastralgemeinde auch noch die Katastralgemeinden und Ortschaften Eggartsberg, Kleinalpe und Sonnleiten.

## Geschichte

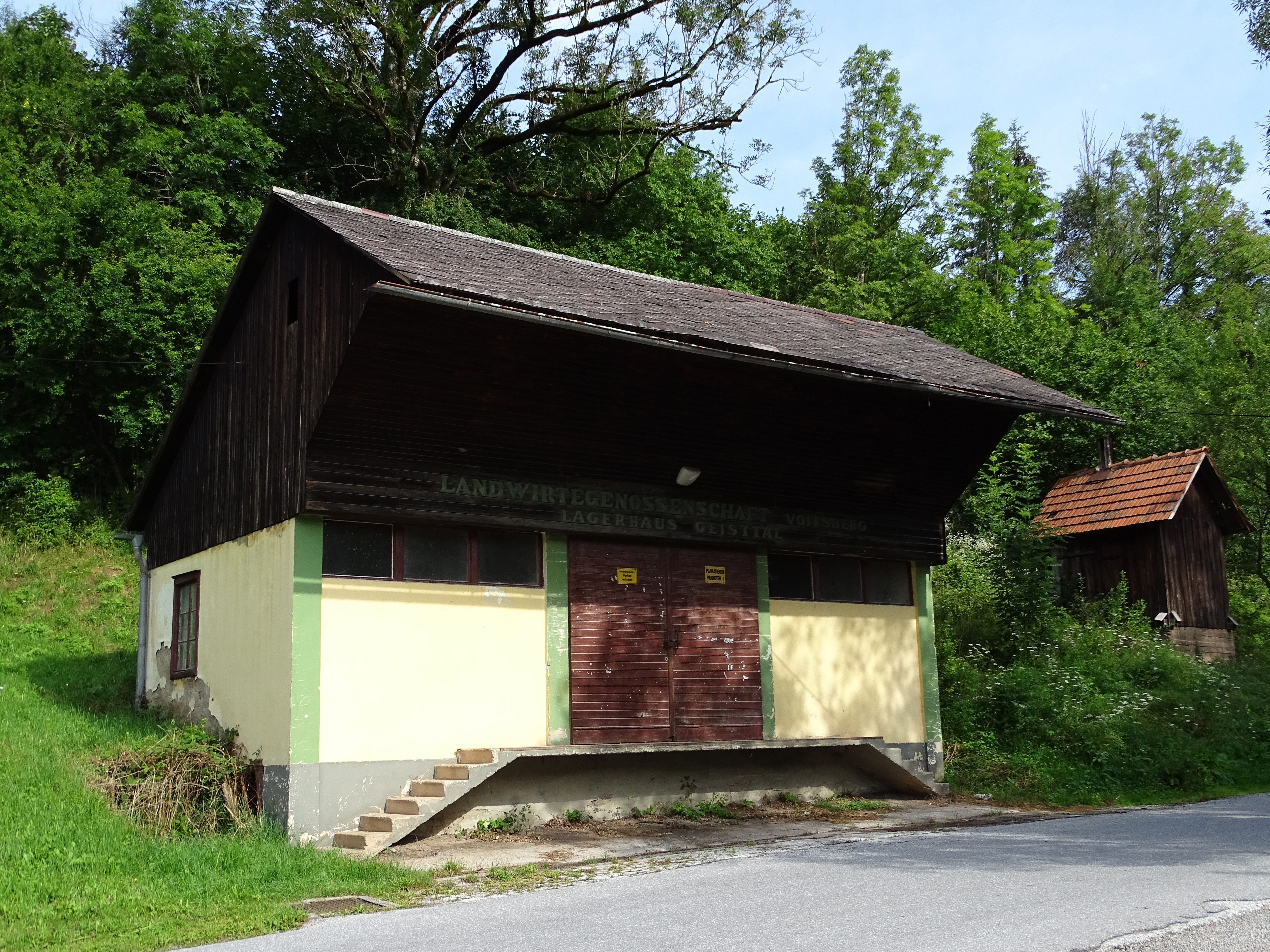
Das Lagerhaus Geistthal der Landwirtegenossenschaft Voitsberg

Zu den ältesten Siedlungsspuren in Geistthal zählt eine etwa 2000 Jahre alte, vermutlich keltische Kleinfigur, welche heute am Eingangsportal des Friedhofes zu sehen ist. An der Pfarrkirche sind einige Römersteine aus dem 1. und 2. Jahrhundert nach Christus angebracht. Ein 1955 an der Außenmauer des Bauernhofes Oberer Holler entdeckter Inschriftenstein aus der spätrömischen Zeit mit vermutlich frühchristlichen Symbolen wurde 1970 in das Stadtmuseum Köflach überbracht. Im Södingbach auf Höhe des Buchhauses wurde ein aus Kalkstein gefertigtes weibliches Reliefbild entdeckt und beim Straßenbau wurden Münzen mit dem Bildnis der Kaiser Konstantin I. und Konstantin II. gefunden.
Geistthal entstand im Hochmittelalter im 11. und 12. Jahrhundert als eine kleine Kirchensiedlung mit Einzelhöfen mit Einödfluren sowie Grabenbauernfluren in einem Rodungsgebiet. Bis 1146 war der Ort der bereits über eine eigene Kirche verfügte ein Königsgut, ehe es in jenem Jahr als Schenkung durch Konrad III. an das Stift Rein kam. Die bald nach 1147 vom Stift Rein errichteten Grangien Hardegg und Schrott reichten bis in das Ortsgebiet von Geistthal hinein. Die erste urkundliche Erwähnung des Ortes erfolgte im Jahr 1245 als Gaystal und Gaistal. Weitere Erwähnungen erfolgten um 1300 als Gaizstal, 1542 als Ambt Gaisstall sowie schließlich um 1782 als Geistthal.
Die Einwohner von Geistthal gehörten bis 1848 zu verschiedenen Grundherrschaften, so etwa zu den Herrschaften Althofen, Alt-Kainach und Piber sowie dem Amt Gurtzen der Herrschaft Greißenegg, dem Amt Kainach der Herrschaft Lankowitz, dem Amt Tregist der Herrschaft Obervoitsberg und dem Amt Geistthal des Stiftes Rein. Im Jahr 1542 hatte Geistthal noch eine eigene Pfarrgült die aber 1610 an das Amt Geistthal der Pfarrgült Gratwein und danach an das Stift Rein kam. Im 15. und 16. Jahrhundert wurde der Zehnt von der Herrschaft Piber eingehoben. Geistthal gehörte von 1779 bis zu dessen Auflassung im Jahr 1798 zum Werbbezirk der Herrschaft Reiteregg und kam dann zum Werbbezirk des Stiftes Rein. Der Ort gehörte teilweise zum Landgericht Rein sowie teilweise zum Landgericht Obervoitsberg.
Im April 1801 marschierte das zuvor in Tirol stationierte Regiment Colloredo auf seinen Weg ins Standquartier bei Olmütz durch die Weststeiermark und Geistthal. Im Jahr 1850 wurde mit der Konstituierung der freien Gemeinden die eigenständige Gemeinde Geistthal gegründet. In den Jahren 1874 und 1875 wurde die Pfarre Geistthal von einer Typhusepidemie heimgesucht. Im Oktober 1918 gab es den ersten Fall der Spanischen Grippe in Geistthal, die später zahlreiche Todesopfer forderte. Am 1. Mai 1920 wurde in Geistthal ein Posten der Bundesgendarmerie eröffnet, zu dessen Zuständigkeitsbereich auch Södingberg gehörte. Am 23. Juli 1922 wurde das erste Kriegerdenkmal in Geistthal enthüllt, welches nach dem Zweiten Weltkrieg erweitert und am 16. September 1951 erneut eingeweiht wurde. Am 5. Februar 1928 wurde vom Oberlehrer Max Kinzer eine Ortsgruppe der Heimwehr gegründet und ab 1931 kam es zu einer vermehrten Versammlungstätigkeit der Nationalsozialisten. Am 1. November 1932 wurde der Gendarmerieposten aufgehoben und nach Salla verlegt während Geistthal zum Zuständigkeitsbereich des Gendermariepostens Stallhofen kam. Am 22. April 1934 wurde unter der Leitung des Bürgermeisters Ulrich Riemer eine Ortsgruppe der Vaterländischen Front gegründet. Im Februar 1936 wurde die Freiwillige Feuerwehr und Rettungsabteilung in Geistthal gegründet. Am 1. Juni 1936 wurde erneut ein Gendarmerieposten in Geistthal eingerichtet. Zur Feier des Berchtesgadener Abkommens beteiligten sich Bewohner aus Geistthal am 20. Februar 1938 unter der Leitung von Josef Zierler an einem Fackelzug der Stallhofner Nationalsozialisten. Am 12. März 1938 übernahm Josef Zierler, der Führer der örtlichen NSDAP die Gemeindegeschäfte. Bei der Volksabstimmung am 10. April 1938 wurde Geistthal eine Führergemeinde, da es keine einzige Nein-Stimme gegen den Anschluss Österreichs an das Deutsche Reich gab. Ab dem Sommer 1943 flohen viele Menschen aus den Städten der näheren Umgebung nach Geistthal, was eine negative Auswirkung auf die Stimmung im Ort hatte, da diese lieber den Reden des Pfarrers als denen der NSDAP zuhörten. Ab dem Oktober 1944 kamen auch vermehrt desertierte Wehrmachtssoldaten nach Geistthal, welche teilweise abgelegene Bauernhöfe überfielen und Nahrungsmittel forderten. Am 8. Mai 1945 kam Geistthal zur russischen Besatzungszone und es kam in den folgenden Wochen mehrfach zu Plünderungen im Ort.
Der Gendarmerieposten wurde am 30. Dezember 1947 Opfer eines Sprengstoffanschlages der monarchistischen Partisanen unter Heinz Fink. Zu Beginn des Jahres 1971 wurde der Posten endgültig aufgelassen und Geistthal wurde dem Posten in Stallhofen zugeschlagen. Im Zuge des Bezirksfeuerwehrtages wurde am 30. Juli 1954 das neue Rüsthaus der Freiwilligen Feuerwehr eingeweiht, welches bis 1984 erweitert wurde. Am 18. Oktober 1959 eröffnete das Lagerhaus Geistthal der Landwirtegenossenschaft Voitsberg und im November 1960 wurde das Tiefkühlhaus Geistthal eingeweiht. Am 31. Oktober 1993 wurde der Gemeinde durch den Landeshauptmannstellvertreter Peter Schachner-Blazizek das Gemeindewappen verliehen. Am 1. Januar 2015 wurde Geistthal im Rahmen der Gemeindestrukturreform mit der Gemeinde Södingberg zur neugeschaffenen Gemeinde Geistthal-Södingberg zusammengeschlossen.

## Kultur und Sehenswürdigkeiten

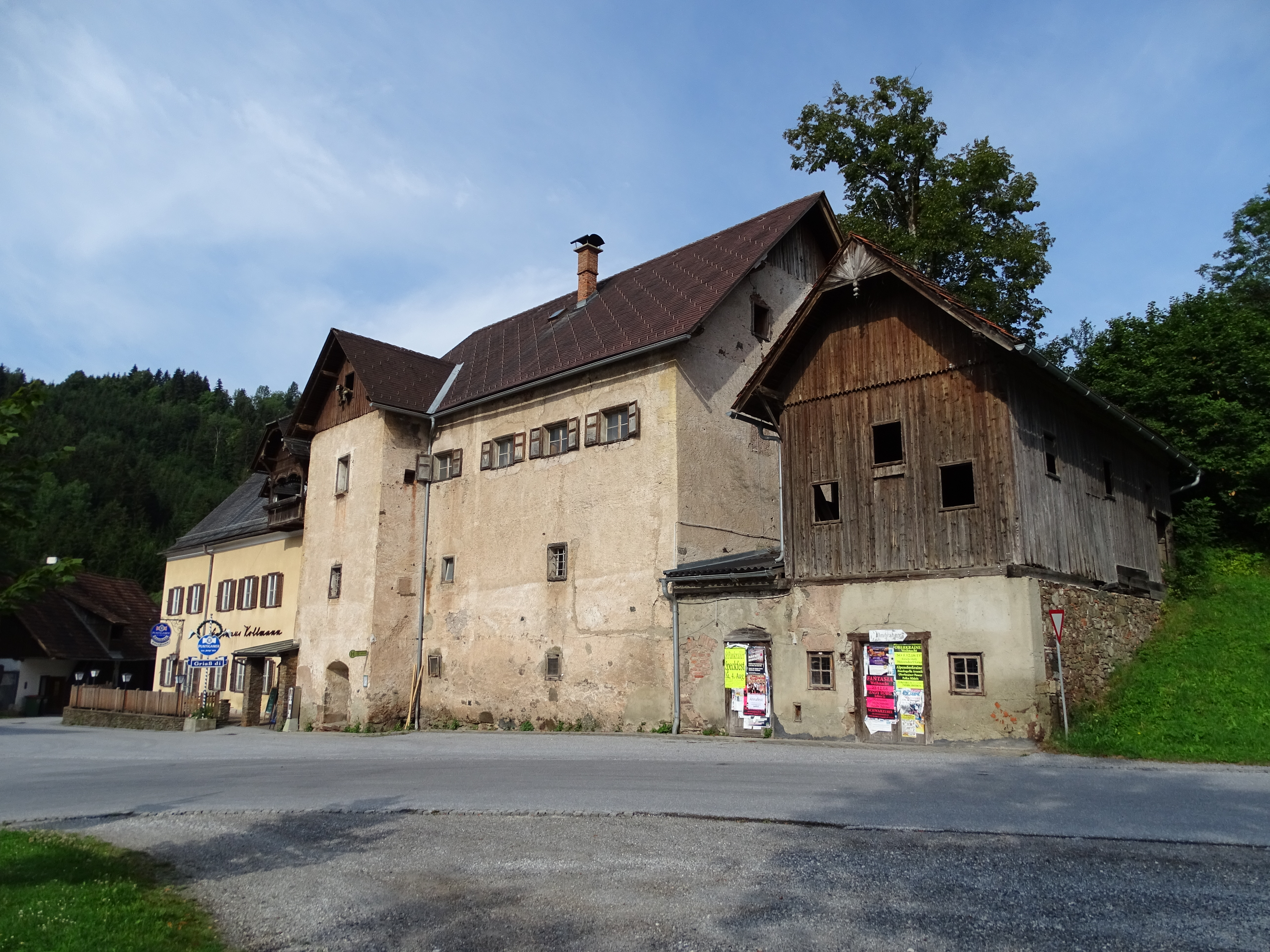
Das Buchhaus in Geistthal

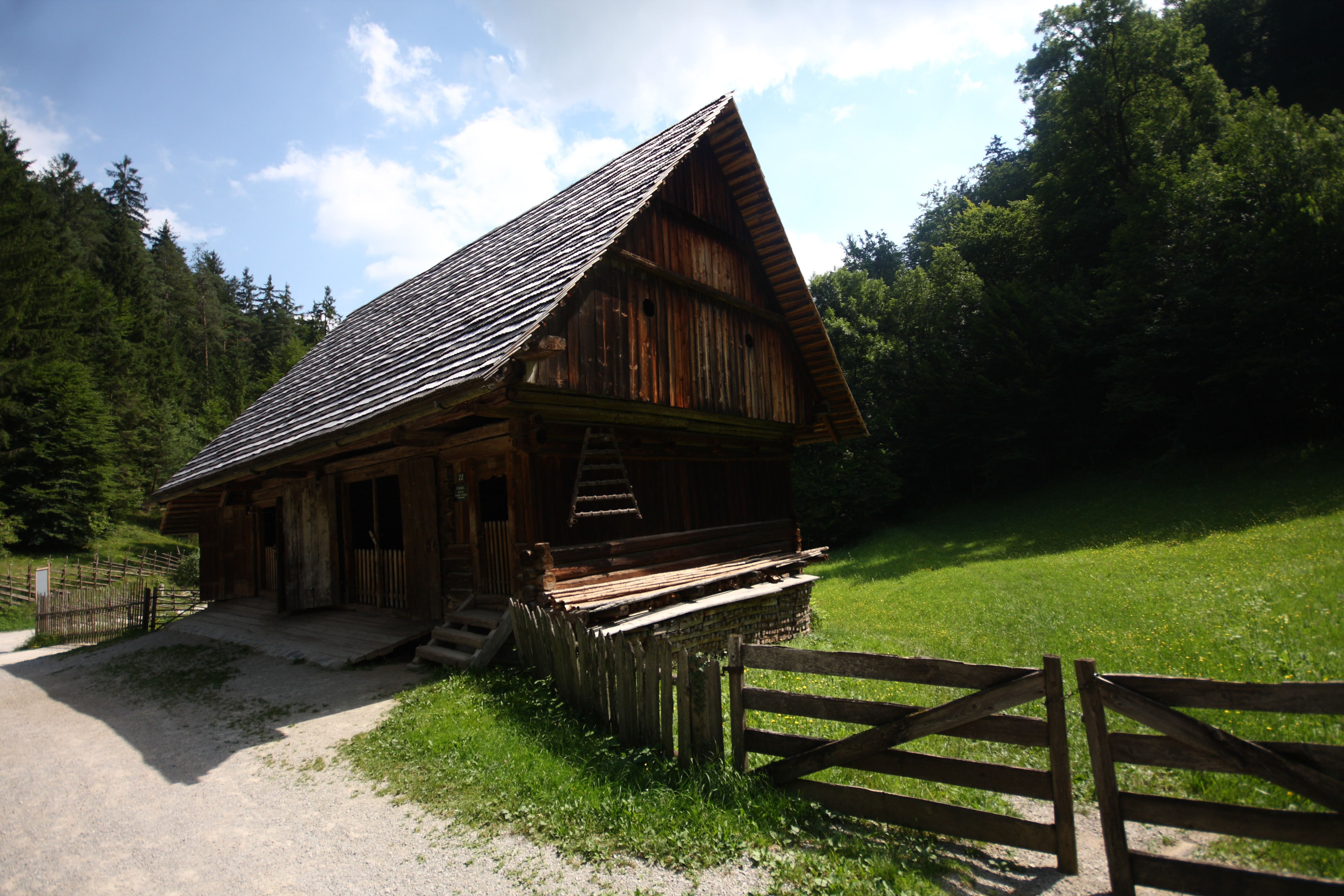
Der Stadel aus Geistthal im Freilichtmuseum Stübing

In Geistthal gibt es insgesamt vier denkmalgeschützte Bauwerke. Die 1245 erstmals urkundlich erwähnte gotische Pfarrkirche Geistthal ist von einem ummauerten Friedhof mit einem romanischen Karner umgeben. In ihre Außenmauer sind mehrere Römersteine eingemauert. Das Buchhaus ist ein ehemaliges Amtshaus des Stiftes Rein und wurde 1538/39 in seiner heutigen Form errichtet. Das sogenannte Xaverlkreuz, ein Pfeilerbildstock, befindet sich an der südlichen Ortseinfahrt und wurde in der Mitte des 18. Jahrhunderts als Konduktkreuz errichtet und wurde 1959 von Franz Weiss neu gestaltet.
Neben der Pfarrkirche gibt es noch einige andere sakrale Bauwerke in Geistthal. So wurde das Heiggerkreuz, ein Pfeilerbildstock, im Jahr 1731 als Gedenkmal an eine Frau erbaut, die an dieser Stelle immer ihre Gebete verrichtete. Das Kesselmeixnerkreuz, ein Kapellenbildstock, stammt in seiner heutigen Form aus dem 19. Jahrhundert und wurde ursprünglich wahrscheinlich als Wallfahrtsbildstock errichtet. Bei der Abzweigung zum Krautwasch der Landesstraße nach Großstübing befindet sich das Koblacher- oder Knoblerkreuz, welches aus dem 17. Jahrhundert stammt. Bis zu diesem Pfeilerbildstock benötigten die Bewohner von Geistthal früher die Vorspannpferde des Buchhausers. Als Station für die Wallfahrer von Geistthal nach Sankt Pankrazen wurde im 17. Jahrhundert beim Anwesen Kohlbauer, an der ehemaligen Gemeindegrenze zu Gschnaidt das Kohlbacherkreuz mit einer Lourdesmadonna in der Hauptnische errichtet. Am Ende des 18. Jahrhunderts wurde das Muralterkreuz, ein Laubenbildstock im Kirchleitnergraben errichtet. Es beherbergt einen barocken Schrein mit einer Nachbildung der Muttergottes von Mariazell. An der Straße nach Sonnleiten befindet sich das um 1850 erbaute Wölflerkreuz, welches heute inventarlose Nischen aufweist. Im Ortskern befindet sich der 2003 eröffnete Moseggerbrunnen; er erinnert an die Bäuerin Martha Moseggerin, die durch einen Hexenprozess ums Leben kam.
Ein 1625 errichteter Stadel mit in den Hang gebauten Stallteil sowie ein 1703 errichtetes Presshaus, welche ursprünglich in Geistthal standen wurden vom Freilichtmuseum Stübing gekauft, abgebaut und 1975 bzw. 1978 ins Freilichtmuseum transloziert. Im gemauerten Erdgeschoß des Stadels befindet sich ein Stall für das Vieh sowie ein Abstellplatz für einen Wagen während im gezimmerten Scheunenteil, welcher durch Tore befahrbar ist, Getreide und Heu gelagert wurden. Unter dem Dach konnte zudem Getreide zum Trocken aufgelegt werden. An die Südseite des Stadels ist eine Machlerkammer für Reparaturen und an die Nordseite eine Streuhütte für die Einstreu angebaut. Das Erdgeschoß des Presshauses wurde aus Bruchsteinen gemauert und diente zum Lagern von Obst und Mostfässern. Darüber, unter dem steilen Dach befindet sich eine Spindelpresse, welche als Mostpresse diente.
Nach dreijähriger Bauzeit wurde 2003 der von Alfred Schlosser entworfene Frauenbrunnen im Ortszentrum eröffnet.

## Wirtschaft und Infrastruktur
Geistthal ist landwirtschaftlich geprägt. In der Zeit um 1912 gab es insgesamt fünf Sägewerke im Ort und zwischen 1919 und 1920 kam es bei den Höfen Großdorner und Nunner zu Versuchsgrabungen auf Kohle, welche jedoch ergebnislos abgebrochen wurden.
Durch den Ort verläuft die von Stallhofen nach Deutschfeistritz führende Landesstraße L315.

## Politik

### Gemeinderat
Der Gemeinderat bestand bis Ende 2014 aus neun Mitgliedern und setzte sich seit der Gemeinderatswahl 2010 aus Mandataren der folgenden Parteien zusammen:
- 6 SPÖ
- 3 ÖVP

### Wappen
Die Verleihung des von Heinrich Purkarthofer entworfenen Gemeindewappens erfolgte am 5. Juli 1993 mit Wirkung vom 1. Juli 1993.

Die Blasonierung (Wappenbeschreibung) lautet wie folgt: „In rotem Schild ein auf dem Rücken liegender goldener Fuchs mit offenem Rachen nach einer die Flanken frei lassenden, dreifach gewundenen, an den oberen Schildrand stoßenden goldenen Weinrebe mit drei Trauben und sechs Blättern schnappend.“
Die Darstellung des Wappens verweist auf eine barocke Säule, welche sich im Buchhaus befindet und ein Relief aufweist, welches den Vers Verjagt mir das Füchslein, das Füchslein, den Verderber meines Weinberges aus dem Hoheslied bildlich darstellt.